# Áreas protegidas da Região Autónoma da Madeira
Esta é uma lista de áreas protegidas da Região Autónoma da Madeira obtida a partir da Base de Dados Mundial de Áreas Protegidas.

## Lista de áreas protegidas
| Nome                  | Wikidata  | Imagem | Tipo                                                                      | Coordenadas                  | WDPA      | CDDA      | Rede Natura 2000 | Geosítio Madeira | data de criação ou fundação | Categoria do Commons  | Carrega a tua foto! |
| --------------------- | --------- | ------ | ------------------------------------------------------------------------- | ---------------------------- | --------- | --------- | ---------------- | ---------------- | --------------------------- | --------------------- | ------------------- |
| Cetáceos da Madeira   | Q63378458 |        | Sítio de importância comunitária área protegida da rede Natura 2000       | 32° 46′ 40″ N, 16° 44′ 23″ O | 555635628 | PTMMD0001 | PTMMD0001        |                  | 2016                        |                       | Carregar foto       |
| Ilhéus do Porto Santo | Q1658452  |        | ilhéu área protegida da rede Natura 2000 Sítio de importância comunitária | 33° 00′ 15″ N, 16° 23′ 00″ O | 555531156 | PTPOR0001 | PTPOR0001        |                  |                             | Islets of Porto Santo | Carregar foto       |

## Ilha da Madeira
| Nome                                                      | Wikidata   | Imagem | Tipo                                                                                               | Coordenadas                                               | WDPA             | CDDA             | Rede Natura 2000 | Geosítio Madeira | data de criação ou fundação | Categoria do Commons                         | Carrega a tua foto!           |
| --------------------------------------------------------- | ---------- | ------ | -------------------------------------------------------------------------------------------------- | --------------------------------------------------------- | ---------------- | ---------------- | ---------------- | ---------------- | --------------------------- | -------------------------------------------- | ----------------------------- |
| Achada do Marques e Ilha (São Jorge)                      | Q63378644  |        | paisagem protegida área protegida                                                                  | 32° 47′ 53″ N, 16° 54′ 29″ O                              | 396322           | 396322           |                  |                  | 1982                        |                                              | Carregar foto                 |
| Achadas da Cruz                                           | Q63378510  |        | Sítio de importância comunitária área protegida da rede Natura 2000                                | 32° 50′ 39″ N, 17° 12′ 44″ O                              | 555531143        | PTMAD0005        | PTMAD0005        |                  | 1995                        |                                              | Carregar foto                 |
| Aduelas (Curral Falso)                                    | Q63378525  |        | reserva de recreio e montanha área protegida                                                       | 32° 49′ 25″ N, 17° 09′ 21″ O                              | 388882           | 388882           |                  |                  | 1982                        |                                              | Carregar foto                 |
| Bica da Cana                                              | Q63378552  |        | reserva de recreio e montanha área protegida geosítio                                              | 32° 45′ 23″ N, 17° 03′ 24″ O                              | 388886           | 388886           |                  | GSM-PS02 388886  | 1982                        |                                              | Carregar foto · Carregar foto |
| Boaventura                                                | Q108261365 |        | geosítio                                                                                           | 32° 49′ 20″ N, 16° 58′ 32″ O                              |                  |                  |                  | GSM-SV02         |                             |                                              | Carregar foto                 |
| Cabeceira da Ribeira do Seixal                            | Q63378594  |        | reserva parcial área protegida                                                                     | 32° 46′ 56″ N, 17° 06′ 49″ O                              | 396314           | 396314           |                  |                  | 1982                        |                                              | Carregar foto                 |
| Cabo Girão                                                | Q856866    |        | Sítio de importância comunitária área protegida da rede Natura 2000 cabo falésia miradouro         | 32° 39′ 23″ N, 17° 00′ 16″ O                              | 555623594        | PTMAD0011        | PTMAD0011        |                  | 2015                        | Cabo Girão                                   | Carregar foto                 |
| Caldeirão Verde                                           | Q63378596  |        | reserva natural integral área protegida                                                            | 32° 46′ 39″ N, 16° 56′ 20″ O                              | 396308           | 396308           |                  |                  | 1982                        |                                              | Carregar foto                 |
| Caldeirão do Inferno                                      | Q108261215 |        | geosítio canhão                                                                                    | 32° 45′ 59″ N, 16° 56′ 52″ O                              |                  |                  |                  | GSM-S03          |                             | Caldeirão do Inferno                         | Carregar foto                 |
| Caniço de Baixo                                           | Q63378473  |        | Sítio de importância comunitária área protegida da rede Natura 2000                                | 32° 38′ 42″ N, 16° 49′ 43″ O                              | 555623595        | PTMAD0012        | PTMAD0012        |                  | 2015                        |                                              | Carregar foto                 |
| Caramujo                                                  | Q63378621  |        | reserva de recreio e montanha área protegida                                                       | 32° 46′ 18″ N, 17° 03′ 43″ O                              | 388884           | 388884           |                  |                  | 1982                        |                                              | Carregar foto                 |
| Casas Próximas                                            | Q108260548 |        | geosítio povoamento humano                                                                         | 32° 46′ 33″ N, 16° 49′ 40″ O                              |                  |                  |                  | GSM-M07          |                             |                                              | Carregar foto                 |
| Cascata das 25 Fontes                                     | Q4632165   |        | cascata geosítio                                                                                   | 32° 45′ 56″ N, 17° 07′ 32″ O                              |                  |                  |                  | GSM-C01          |                             | 25 Fontes                                    | Carregar foto                 |
| Chão da Ribeira                                           | Q63378643  |        | paisagem protegida                                                                                 | 32° 48′ 38″ N, 17° 06′ 46″ O                              | 396323           | 396323           |                  |                  | 1982                        | Chão da Ribeira                              | Carregar foto                 |
| Chão dos Louros                                           | Q63378550  |        | reserva de recreio e montanha área protegida                                                       | 32° 45′ 30″ N, 17° 00′ 55″ O                              | 388885           | 388885           |                  |                  | 1982                        |                                              | Carregar foto                 |
| Cova da Roda                                              | Q63378662  |        | reserva de recreio e montanha área protegida                                                       | 32° 46′ 46″ N, 16° 54′ 03″ O                              | 388883           | 388883           |                  |                  | 1982                        |                                              | Carregar foto                 |
| Curral das Freiras                                        | Q63378646  |        | paisagem protegida área protegida                                                                  | 32° 43′ 52″ N, 16° 58′ 00″ O                              | 396324           | 396324           |                  |                  | 1982                        |                                              | Carregar foto                 |
| Dunas da Prainha                                          | Q108259422 |        | geosítio duna                                                                                      | 32° 44′ 43″ N, 16° 42′ 56″ O                              |                  |                  |                  | GSM-M01PSL03     |                             |                                              | Carregar foto                 |
| Estreito                                                  | Q108260025 |        | geosítio                                                                                           | 32° 44′ 47″ N, 16° 41′ 15″ O                              |                  |                  |                  | GSM-M01PSL08     |                             |                                              | Carregar foto                 |
| Fajã da Nogueira                                          | Q63378671  |        | reserva parcial área protegida                                                                     | 32° 44′ 20″ N, 16° 54′ 35″ O                              | 396315           | 396315           |                  |                  | 1982                        |                                              | Carregar foto                 |
| Fajã dos Vinháticos                                       | Q108261029 |        | geosítio                                                                                           | 32° 44′ 12″ N, 17° 01′ 32″ O                              |                  |                  |                  | GSM-RB01         |                             |                                              | Carregar foto                 |
| Fanal                                                     | Q63378681  |        | zona de repouso e silêncio área protegida                                                          | 32° 48′ 22″ N, 17° 08′ 22″ O                              | 388896           | 388896           |                  |                  | 1982                        | Fanal                                        | Carregar foto                 |
| Folhadal                                                  | Q63378664  |        | reserva parcial área protegida                                                                     | 32° 45′ 20″ N, 17° 02′ 27″ O                              | 396316           | 396316           |                  |                  | 1982                        |                                              | Carregar foto                 |
| Foz da Ribeira da Janela                                  | Q108260988 |        | geosítio                                                                                           | 32° 51′ 19″ N, 17° 09′ 13″ O                              |                  |                  |                  | GSM-PM03         |                             |                                              | Carregar foto                 |
| Foz da Ribeira de São Vicente                             | Q108261305 |        | geosítio                                                                                           | 32° 48′ 28″ N, 17° 02′ 50″ O                              |                  |                  |                  | GSM-SV01         |                             |                                              | Carregar foto                 |
| Foz da Ribeira do Faial                                   | Q108261151 |        | geosítio                                                                                           | 32° 47′ 36″ N, 16° 50′ 57″ O                              |                  |                  |                  | GSM-S01          |                             |                                              | Carregar foto                 |
| Foz da Ribeira do Natal                                   | Q108260088 |        | geosítio                                                                                           | 32° 44′ 08″ N, 16° 44′ 45″ O                              |                  |                  |                  | GSM-M02          |                             |                                              | Carregar foto                 |
| Furnas do Cavalum                                         | Q10286653  |        | caverna tubo de lava geosítio cave system                                                          | 32° 43′ 57″ N, 16° 47′ 05″ O                              |                  |                  |                  | GSM-M04          |                             | Furnas do Cavalum                            | Carregar foto                 |
| Ilheu do Desembarcadouro                                  | Q63378585  |        | reserva natural integral área protegida                                                            | 32° 44′ 01″ N, 16° 40′ 14″ O                              | 396309           | 396309           |                  |                  | 1982                        |                                              | Carregar foto                 |
| Lameiros                                                  | Q108261395 |        | geosítio                                                                                           | 32° 47′ 52″ N, 17° 01′ 20″ O                              |                  |                  |                  | GSM-SV03         |                             |                                              | Carregar foto                 |
| Laurissilva da Madeira                                    | Q63378417  |        | Zona de Protecção Especial                                                                         |                                                           | 555540874        | PTMAD0001        | PTMAD0001        |                  | 2004                        |                                              | Carregar foto                 |
| Laurissilva da Madeira (Sítio de Importância Comunitária) | Q63378832  |        | Sítio de importância comunitária Special Area of Conservation                                      | 32° 47′ 08″ N, 17° 02′ 05″ O                              | 555549140        | PTMAD0001        | PTMAD0001        |                  | 1994                        | Laurisilva forests of Madeira                | Carregar foto                 |
| Lombo Barbinhas                                           | Q63378576  |        | reserva natural integral área protegida                                                            | 32° 46′ 43″ N, 17° 06′ 59″ O                              | 396310           | 396310           |                  |                  | 1982                        |                                              | Carregar foto                 |
| Lombo do Mouro                                            | Q108261047 |        | geosítio                                                                                           | 32° 44′ 05″ N, 17° 03′ 12″ O                              |                  |                  |                  | GSM-RB02         |                             | Lombo do Mouro                               | Carregar foto                 |
| Machico                                                   | Q63378456  |        | Sítio de importância comunitária área protegida da rede Natura 2000                                | 32° 42′ 36″ N, 16° 45′ 44″ O                              | 555623597        | PTMAD0014        | PTMAD0014        |                  | 2015                        |                                              | Carregar foto                 |
| Maciço Montanhoso Central da Ilha da Madeira              | Q55071386  |        | área protegida da rede Natura 2000 Sítio de importância comunitária                                | 32° 43′ 54″ N, 16° 55′ 27″ O                              | 555531140        | PTMAD0002        | PTMAD0002        |                  |                             | Maciço Montanhoso Central da Ilha da Madeira | Carregar foto                 |
| Maciço Montanhoso Oriental da Ilha da Madeira             | Q63378435  |        | Zona de Protecção Especial área protegida da rede Natura 2000                                      | 32° 45′ 54″ N, 16° 55′ 27″ O                              | 555540909        | PTZPE0041        | PTZPE0041        |                  | 1999                        |                                              | Carregar foto                 |
| Miradouro da Beira da Quinta                              | Q108261163 |        | geosítio miradouro                                                                                 | 32° 49′ 36″ N, 16° 56′ 20″ O                              |                  |                  |                  | GSM-S02          |                             |                                              | Carregar foto                 |
| Miradouro da Eira do Serrado                              | Q107580298 |        | geosítio miradouro                                                                                 | 32° 42′ 37″ N, 16° 57′ 57″ O                              |                  |                  |                  | GSM-CL01         |                             | Miradouro da Eira do Serrado                 | Carregar foto                 |
| Miradouro da Ponta do Rosto                               | Q108259734 |        | geosítio miradouro                                                                                 | 32° 44′ 57″ N, 16° 42′ 24″ O                              |                  |                  |                  | GSM-M01PSL05     |                             |                                              | Carregar foto                 |
| Miradouro da Vila do Porto Moniz                          | Q108260898 |        | geosítio miradouro                                                                                 | 32° 51′ 45″ N, 17° 10′ 24″ O                              |                  |                  |                  | GSM-PM02         |                             |                                              | Carregar foto                 |
| Miradouro do Cabo Girão                                   | Q108258179 |        | geosítio miradouro                                                                                 | 32° 39′ 23″ N, 17° 00′ 16″ O                              |                  |                  |                  | GSM-CL02         |                             | Miradouro do Cabo Girão                      | Carregar foto                 |
| Miradouro do Pico do Facho                                | Q108260229 |        | geosítio miradouro                                                                                 | 32° 43′ 26″ N, 16° 45′ 32″ O                              |                  |                  |                  | GSM-M03          |                             |                                              | Carregar foto                 |
| Miradouro do Véu da Noiva                                 | Q108260995 |        | geosítio                                                                                           | 32° 48′ 58″ N, 17° 05′ 43″ O                              |                  |                  |                  | GSM-PM04         |                             |                                              | Carregar foto                 |
| Moledos - Madalena do Mar                                 | Q63378472  |        | Sítio de importância comunitária área protegida da rede Natura 2000                                | 32° 42′ 10″ N, 17° 08′ 10″ O                              | 555531144        | PTMAD0006        | PTMAD0006        |                  | 1995                        |                                              | Carregar foto                 |
| Montado do Barreiro                                       | Q63378654  |        | reserva de recreio e montanha área protegida                                                       | 32° 41′ 53″ N, 16° 54′ 20″ O                              | 388890           | 388890           |                  |                  | 1982                        |                                              | Carregar foto                 |
| Montado do Pereiro                                        | Q63378630  |        | reserva de recreio e montanha área protegida                                                       | 32° 42′ 13″ N, 16° 53′ 16″ O                              | 388889           | 388889           |                  |                  | 1982                        |                                              | Carregar foto                 |
| Montado dos Pessegueiros                                  | Q63378580  |        | reserva natural integral área protegida                                                            | 32° 48′ 02″ N, 17° 05′ 02″ O                              | 396311           | 396311           |                  |                  | 1982                        |                                              | Carregar foto                 |
| Monumento Natural do Cabo Girão                           | Q63378685  |        | monumento natural área protegida                                                                   |                                                           | 555514091        | 555514091        |                  |                  | 2017                        |                                              | Carregar foto                 |
| Moquinhas                                                 | Q63378623  |        | reserva parcial área protegida                                                                     | 32° 46′ 35″ N, 16° 57′ 56″ O                              | 396317           | 396317           |                  |                  | 1982                        |                                              | Carregar foto                 |
| Morro da Piedade                                          | Q108259849 |        | geosítio colina vulcão                                                                             | 32° 44′ 32″ N, 16° 42′ 44″ O                              |                  |                  |                  | GSM-M01PSL06     |                             | Morro da Piedade                             | Carregar foto                 |
| Paisagem Protegida do Cabo Girão                          | Q63378686  |        | paisagem protegida área protegida                                                                  |                                                           | 555514092        | 555514092        |                  |                  | 2017                        |                                              | Carregar foto                 |
| Parque Natural Marinho do Cabo Girão                      | Q63378687  |        | parque marinho área protegida                                                                      |                                                           | 555514090        | 555514090        |                  |                  | 2017                        |                                              | Carregar foto                 |
| Parque Natural da Madeira                                 | Q3138597   |        | parque natural área protegida organização                                                          | 32° 44′ 19″ N, 16° 57′ 14″ O                              | 4794             | 4794             |                  |                  | 1982                        | Parque Natural da Madeira                    | Carregar foto                 |
| Paul do Mar                                               | Q63378648  |        | paisagem protegida área protegida                                                                  | 32° 45′ 45″ N, 17° 13′ 47″ O                              | 396325           | 396325           |                  |                  | 1982                        |                                              | Carregar foto                 |
| Paul do Mar – Jardim do Mar                               | Q63378452  |        | Sítio de importância comunitária área protegida da rede Natura 2000                                | 32° 45′ 00″ N, 17° 12′ 54″ O                              | 555623592        | PTMAD0009        | PTMAD0009        |                  | 2015                        |                                              | Carregar foto                 |
| Pedra Mole                                                | Q108261008 |        | geosítio                                                                                           | 32° 51′ 55″ N, 17° 10′ 09″ O                              |                  |                  |                  | GSM-PM05         |                             |                                              | Carregar foto                 |
| Pico Casado                                               | Q63378537  |        | reserva natural integral área protegida                                                            | 32° 45′ 44″ N, 16° 58′ 52″ O                              | 396312           | 396312           |                  |                  | 1982                        |                                              | Carregar foto                 |
| Pico Ruivo                                                | Q63378579  |        | zona de repouso e silêncio área protegida                                                          | 32° 45′ 31″ N, 16° 56′ 32″ O                              | 388899           | 388899           |                  |                  | 1982                        |                                              | Carregar foto                 |
| Pico da Fajã da Lenha                                     | Q108260707 |        | geosítio montanha                                                                                  | 32° 46′ 20″ N, 17° 07′ 16″ O                              |                  |                  |                  | GSM-PM01         |                             |                                              | Carregar foto                 |
| Pico do Facho                                             | Q63378457  |        | Sítio de importância comunitária área protegida da rede Natura 2000                                | 32° 43′ 28″ N, 16° 45′ 34″ O                              | 555623598        | PTMAD0015        | PTMAD0015        |                  | 2015                        |                                              | Carregar foto                 |
| Pináculo                                                  | Q63378469  |        | Sítio de importância comunitária área protegida da rede Natura 2000                                | 32° 38′ 23″ N, 16° 51′ 33″ O                              | 555531145        | PTMAD0007        | PTMAD0007        |                  | 1995                        | Pináculo (Funchal)                           | Carregar foto                 |
| Ponta de S. Lourenço                                      | Q63378418  |        | Zona de Protecção Especial                                                                         | 32° 43′ 54″ N, 16° 55′ 27″ O                              | 555624655        | PTZPE0064        | PTZPE0064        |                  | 2014                        |                                              | Carregar foto                 |
| Ponta de S. Lourenço (Sítio de Importância Comunitária)   | Q63378825  |        | Sítio de importância comunitária área protegida da rede Natura 2000                                | 32° 45′ 04″ N, 16° 43′ 36″ O                              | 555531141        | PTMAD0003        | PTMAD0003        |                  | 1995                        |                                              | Carregar foto                 |
| Ponta de São Lourenço                                     | Q1296587   |        | península reserva parcial área protegida geosítio                                                  | 32° 44′ 44″ N, 16° 41′ 58″ O                              | 396318           | 396318           |                  | GSM-M01 396318   | 1982                        | Ponta de São Lourenço                        | Carregar foto · Carregar foto |
| Ponta do Bode 1                                           | Q108259268 |        | geosítio                                                                                           | 32° 44′ 56″ N, 16° 44′ 24″ O                              |                  |                  |                  | GSM-M01PSL01     |                             |                                              | Carregar foto                 |
| Ponta do Bode 2                                           | Q108259382 |        | geosítio                                                                                           | 32° 45′ 02″ N, 16° 44′ 24″ O                              |                  |                  |                  | GSM-M01PSL02     |                             |                                              | Carregar foto                 |
| Ponta do Garajau                                          | Q10351261  |        | cabo geosítio                                                                                      | 32° 38′ 17″ N, 16° 51′ 08″ O                              |                  |                  |                  | GSM-SC01         |                             | Ponta do Garajau                             | Carregar foto                 |
| Porta d’Abra                                              | Q108259958 |        | geosítio                                                                                           | 32° 45′ 02″ N, 16° 41′ 42″ O                              |                  |                  |                  | GSM-M01PSL07     |                             |                                              | Carregar foto                 |
| Porto Novo                                                | Q63378455  |        | Sítio de importância comunitária área protegida da rede Natura 2000                                | 32° 39′ 37″ N, 16° 48′ 40″ O                              | 555623596        | PTMAD0013        | PTMAD0013        |                  | 2015                        |                                              | Carregar foto                 |
| Praia Formosa                                             | Q10352428  |        | praia shingle beach praia de areia geosítio                                                        | 32° 38′ 26″ N, 16° 57′ 10″ O                              |                  |                  |                  | GSM-F02          |                             | Praia Formosa                                | Carregar foto                 |
| Prainha                                                   | Q10353185  |        | praia geosítio praia de areia                                                                      | 32° 44′ 33″ N, 16° 42′ 56″ O                              |                  |                  |                  | GSM-M01PSL04     |                             | Prainha (Caniçal)                            | Carregar foto                 |
| Prainha                                                   | Q63378624  |        | reserva de recreio e montanha área protegida                                                       | 32° 44′ 36″ N, 16° 42′ 55″ O                              | 388887           | 388887           |                  |                  | 1982                        |                                              | Carregar foto                 |
| Queimadas                                                 | Q1243693   |        | zona de repouso e silêncio área protegida                                                          | 32° 47′ 00″ N, 16° 54′ 32″ O                              | 388897           | 388897           |                  |                  | 1982                        |                                              | Carregar foto                 |
| Rabaçal                                                   | Q1244547   |        | objeto geográfico zona de repouso e silêncio área protegida                                        | 32° 45′ 47″ N, 17° 07′ 43″ O                              | 388898           | 388898           |                  |                  | 1982                        | Rabaçal (Madeira)                            | Carregar foto                 |
| Rabaças                                                   | Q63378641  |        | reserva parcial área protegida                                                                     | 32° 44′ 07″ N, 17° 04′ 46″ O                              | 396319           | 396319           |                  |                  | 1982                        |                                              | Carregar foto                 |
| Reserva Geológica e de Vegetação de Altitude              | Q63378526  |        | reserva geológica e de vegetação de altitude área protegida                                        |                                                           | 388893           | 388893           |                  |                  | 1982                        |                                              | Carregar foto                 |
| Reserva Natural Parcial do Garajau                        | Q1008156   |        | reserva natural parcial área protegida                                                             | 32° 38′ 14″ N, 16° 51′ 34″ O                              | 555545815        | 555545815        |                  |                  | 1986                        | Reserva Natural Parcial do Garajau           | Carregar foto                 |
| Reserva Natural do Sítio da Rocha do Navio                | Q10359756  |        | reserva natural área protegida da rede Natura 2000 Sítio de importância comunitária área protegida | 32° 49′ 55″ N, 16° 52′ 18″ O 32° 48′ 25″ N, 16° 51′ 50″ O | 388974 555531142 | 388974 PTMAD0004 | PTMAD0004        |                  | 1997                        | Reserva Natural do Sítio da Rocha do Navio   | Carregar foto · Carregar foto |
| Ribeira Brava                                             | Q63378453  |        | Sítio de importância comunitária área protegida da rede Natura 2000                                | 32° 41′ 19″ N, 17° 02′ 45″ O                              | 555623593        | PTMAD0010        | PTMAD0010        |                  | 2015                        |                                              | Carregar foto                 |
| Ribeira Funda                                             | Q63378655  |        | reserva parcial                                                                                    | 32° 49′ 01″ N, 17° 08′ 17″ O                              | 396320           | 396320           |                  |                  | 1982                        | Ribeira Funda                                | Carregar foto                 |
| Ribeira Seca (Fajã da Nogueira)                           | Q63378586  |        | reserva natural integral área protegida                                                            | 32° 45′ 09″ N, 16° 55′ 04″ O                              | 396313           | 396313           |                  |                  | 1982                        |                                              | Carregar foto                 |
| Ribeira Tem-te Não Caias                                  | Q108260486 |        | geosítio ribeiro                                                                                   | 32° 45′ 46″ N, 16° 50′ 10″ O                              |                  |                  |                  | GSM-M05          |                             |                                              | Carregar foto                 |
| Ribeiro Frio                                              | Q63378575  |        | reserva de recreio e montanha área protegida                                                       | 32° 44′ 19″ N, 16° 53′ 07″ O                              | 388888           | 388888           |                  |                  | 1982                        |                                              | Carregar foto                 |
| Santana Madeira Biosfera                                  | Q20059428  |        | reserva da biosfera UNESCO-MAB Biosphere Reserve                                                   | 32° 46′ 00″ N, 16° 54′ 00″ O                              | 555547591        |                  |                  |                  |                             |                                              | Carregar foto                 |
| Serra de Água e Fontes (Ribeira Brava)                    | Q63378531  |        | paisagem protegida área protegida                                                                  | 32° 42′ 49″ N, 17° 01′ 54″ O                              | 396326           | 396326           |                  |                  | 1982                        |                                              | Carregar foto                 |
| Terra do Baptista                                         | Q108260515 |        | geosítio povoamento humano                                                                         | 32° 46′ 03″ N, 16° 50′ 33″ O                              |                  |                  |                  | GSM-M06          |                             |                                              | Carregar foto                 |
| Tis Amarelos                                              | Q63378562  |        | reserva parcial área protegida                                                                     | 32° 45′ 35″ N, 16° 59′ 50″ O                              | 396321           | 396321           |                  |                  | 1982                        |                                              | Carregar foto                 |
| Toco                                                      | Q108258244 |        | geosítio falésia                                                                                   | 32° 38′ 49″ N, 16° 53′ 39″ O                              |                  |                  |                  | GSM-F01          |                             | Toco                                         | Carregar foto                 |
| Vale da Ribeira da Janela                                 | Q63378555  |        | reserva parcial área protegida vale                                                                | 32° 47′ 45″ N, 17° 09′ 39″ O                              | 396296           | 396296           |                  |                  | 1982                        | Vale da Ribeira da Janela                    | Carregar foto                 |
| Vale de São Vicente                                       | Q108261237 |        | geosítio vale                                                                                      | 32° 46′ 47″ N, 17° 01′ 45″ O                              |                  |                  |                  | GSM-SV04         |                             | Vale de São Vicente                          | Carregar foto                 |

## Ilha do Porto Santo
| Nome                                             | Wikidata   | Imagem | Tipo                                                                | Coordenadas                  | WDPA      | CDDA      | Rede Natura 2000 | Geosítio Madeira | data de criação ou fundação | Categoria do Commons                             | Carrega a tua foto! |
| ------------------------------------------------ | ---------- | ------ | ------------------------------------------------------------------- | ---------------------------- | --------- | --------- | ---------------- | ---------------- | --------------------------- | ------------------------------------------------ | ------------------- |
| Fonte da Areia                                   | Q107529898 |        | geosítio atração turística                                          | 33° 05′ 13″ N, 16° 21′ 17″ O |           |           |                  | GSM-PSt07        |                             | Fonte da Areia                                   | Carregar foto       |
| Morenos                                          | Q107561470 |        | geosítio falésia                                                    | 33° 02′ 27″ N, 16° 23′ 18″ O |           |           |                  | GSM-PSt03        |                             | Morenos (Porto Santo)                            | Carregar foto       |
| Pedreira do Pico de Ana Ferreira                 | Q107579116 |        | geosítio pedreira colunas basálticas                                | 33° 02′ 58″ N, 16° 22′ 04″ O |           |           |                  | GSM-PSt04        |                             | Pedreira do Pico de Ana Ferreira                 | Carregar foto       |
| Pico Branco - Porto Santo                        | Q63378470  |        | Sítio de importância comunitária área protegida da rede Natura 2000 | 33° 05′ 37″ N, 16° 18′ 12″ O | 555531157 | PTPOR0002 | PTPOR0002        |                  | 1995                        | Pico Branco (SCI)                                | Carregar foto       |
| Pico da Cabrita                                  | Q107561089 |        | geosítio montanha                                                   | 33° 05′ 43″ N, 16° 19′ 02″ O |           |           |                  | GSM-PSt06        |                             |                                                  | Carregar foto       |
| Praia do Porto Santo                             | Q10353089  |        | praia praia de areia geosítio                                       | 33° 02′ 52″ N, 16° 20′ 50″ O |           |           |                  | GSM-PSt01        |                             | Praia do Porto Santo                             | Carregar foto       |
| Rede de Áreas Marinhas Protegidas do Porto Santo | Q63378535  |        | área protegida                                                      | 33° 00′ 47″ N, 16° 22′ 54″ O | 555545816 | 555545816 |                  |                  | 2008                        | Rede de Áreas Marinhas Protegidas do Porto Santo | Carregar foto       |
| Serra de Dentro                                  | Q107579904 |        | geosítio povoamento humano                                          | 33° 04′ 52″ N, 16° 18′ 34″ O |           |           |                  | GSM-PSt05        |                             | Serra de Dentro                                  | Carregar foto       |
| Zimbralinho                                      | Q107561131 |        | geosítio praia                                                      | 33° 01′ 58″ N, 16° 23′ 15″ O |           |           |                  | GSM-PSt02        |                             | Zimbralinho                                      | Carregar foto       |

## Ilhas Desertas
| Nome                               | Wikidata  | Imagem | Tipo                                                                                               | Coordenadas                                               | WDPA            | CDDA            | Rede Natura 2000 | Geosítio Madeira | data de criação ou fundação | Categoria do Commons | Carrega a tua foto!           |
| ---------------------------------- | --------- | ------ | -------------------------------------------------------------------------------------------------- | --------------------------------------------------------- | --------------- | --------------- | ---------------- | ---------------- | --------------------------- | -------------------- | ----------------------------- |
| Ilhas Desertas                     | Q63378436 |        | Zona de Protecção Especial                                                                         | 32° 28′ 24″ N, 16° 31′ 10″ O                              | 555623257       | PTZPE0063       | PTZPE0063        |                  | 1990                        |                      | Carregar foto                 |
| Reserva Natural das Ilhas Desertas | Q10359750 |        | área protegida da rede Natura 2000 reserva natural Sítio de importância comunitária área protegida | 32° 29′ 56″ N, 16° 30′ 37″ O 32° 30′ 00″ N, 16° 29′ 30″ O | 39816 555549139 | 39816 PTDES0001 | PTDES0001        |                  | 1990 1994                   | Ilhas Desertas       | Carregar foto · Carregar foto |

## Ilhas Selvagens
| Nome                                               | Wikidata  | Imagem | Tipo                                                                | Coordenadas                                               | WDPA      | CDDA      | Rede Natura 2000 | Geosítio Madeira | data de criação ou fundação | Categoria do Commons | Carrega a tua foto! |
| -------------------------------------------------- | --------- | ------ | ------------------------------------------------------------------- | --------------------------------------------------------- | --------- | --------- | ---------------- | ---------------- | --------------------------- | -------------------- | ------------------- |
| Ilhas Selvagens                                    | Q63378400 |        | Zona de Protecção Especial área protegida da rede Natura 2000       | 30° 07′ 30″ N, 15° 52′ 59″ O                              | 555623258 | PTZPE0062 | PTZPE0062        |                  | 1988                        |                      | Carregar foto       |
| Ilhas Selvagens (Sítio de Importância Comunitária) | Q63378820 |        | Sítio de importância comunitária área protegida da rede Natura 2000 | 30° 05′ 00″ N, 15° 55′ 00″ O 30° 09′ 19″ N, 15° 52′ 02″ O | 555549141 | PTSEL0001 | PTSEL0001        |                  | 1994 1992                   |                      | Carregar foto       |
| Reserva Natural das Ilhas Selvagens                | Q10359751 |        | área protegida da rede Natura 2000 reserva natural área protegida   | 30° 09′ 30″ N, 15° 52′ 21″ O                              | 32568     | 32568     | PTSEL0001        |                  | 1971                        | Ilhas Selvagens      | Carregar foto       |

## Ilhéu da Cal
| Nome         | Wikidata | Imagem | Tipo                                      | Coordenadas                  | WDPA | CDDA | Rede Natura 2000 | Geosítio Madeira | data de criação ou fundação | Categoria do Commons     | Carrega a tua foto! |
| ------------ | -------- | ------ | ----------------------------------------- | ---------------------------- | ---- | ---- | ---------------- | ---------------- | --------------------------- | ------------------------ | ------------------- |
| Ilhéu da Cal | Q1658454 |        | ilhéu ilha geosítio jazida paleontológica | 33° 00′ 32″ N, 16° 23′ 13″ O |      |      |                  | GSM-PSt10        |                             | Ilhéu de Baixo ou da Cal | Carregar foto       |

## Ilhéu de Cima
| Nome                | Wikidata   | Imagem | Tipo                        | Coordenadas                  | WDPA | CDDA | Rede Natura 2000 | Geosítio Madeira | data de criação ou fundação | Categoria do Commons | Carrega a tua foto! |
| ------------------- | ---------- | ------ | --------------------------- | ---------------------------- | ---- | ---- | ---------------- | ---------------- | --------------------------- | -------------------- | ------------------- |
| Cabeço das Laranjas | Q107580220 |        | geosítio                    | 33° 03′ 20″ N, 16° 17′ 02″ O |      |      |                  | GSM-PSt09        |                             |                      | Carregar foto       |
| Pedra do Sol        | Q107580171 |        | geosítio colunas basálticas | 33° 03′ 17″ N, 16° 17′ 14″ O |      |      |                  | GSM-PSt08        |                             |                      | Carregar foto       |